# Nāḩiyat Jindayris
Nāḩiyat Jindayris (arabiska: ناحية جنديرس) är ett subdistrikt i Syrien.   Det ligger i provinsen Aleppo, i den nordvästra delen av landet, 300 km norr om huvudstaden Damaskus.
Trakten runt Nāḩiyat Jindayris består till största delen av jordbruksmark. Runt Nāḩiyat Jindayris är det ganska tätbefolkat, med 86 invånare per kvadratkilometer.